# Щаркенбург
Щаркенбург (на немски: Starkenburg) е община в Рейнланд-Пфалц, Германия, с 230 жители (към 31 декември 2013). Намира се на река Мозел.